# 光荣大地
《光荣大地》是2011年的一部以1930年代的中国西北为背景的电视连续剧。故事讲述了在凉州城的水二爷在辛亥革命时占领了青龙峡（位於今日陇南市）。他有两个女儿，大女儿跟父親對頭人的兒子仇家楊结婚，所以对小女儿疼爱非常。凉州城土匪横行，国民政府除了把他们收编之外，就没有办法。仇家的二少爷看不过眼，向刚被收编的冯五打枪示警。本剧的由巍子、姚笛、杜源、崔林和刘佩琦等主演，2012年1月1日在北京卫视黄金档和央视4套首播。

## 演员
- 巍子 - 水二爷
- 水玉梅（水家二小姐）
- 姚笛 - 水英英（水家三小姐）
- 吴嫂
- 仇家杨（仇家大少爷）
- 仇家远（仇家二少爷）
- 崔林 - 拾粮
- 拾草
- 冯传五
- 杜源 - 曾子航